# Colosó
Colosó là một khu tự quản thuộc tỉnh Sucre, Colombia. Thủ phủ của khu tự quản Colosó đóng tại Ricaurte Khu tự quản Colosó có diện tích 137 ki lô mét vuông. Đến thời điểm ngày 28 tháng 5 năm 2005, khu tự quản Colosó có dân số 8152 người.